# Wang Shuyan
Wang Shuyan (26 de febrer de 1974) és una esportista xinesa que va competir en judo, guanyadora de dues medalles d'or al Campionat Asiàtic de Judo els anys 1996 i 1999.

## Palmarès internacional
| Campionat Asiàtic | Campionat Asiàtic          | Campionat Asiàtic | Campionat Asiàtic |
| Any               | Lloc                       | Medalla           | Categoria         |
| ----------------- | -------------------------- | ----------------- | ----------------- |
| 1996              | Ho Chi Minh ( Vietnam)     | 1                 | –56 kg            |
| 1999              | Wenzhou ( R.P. de la Xina) | 1                 | –57 kg            |